# Filharmonisch Orkest van Helsinki

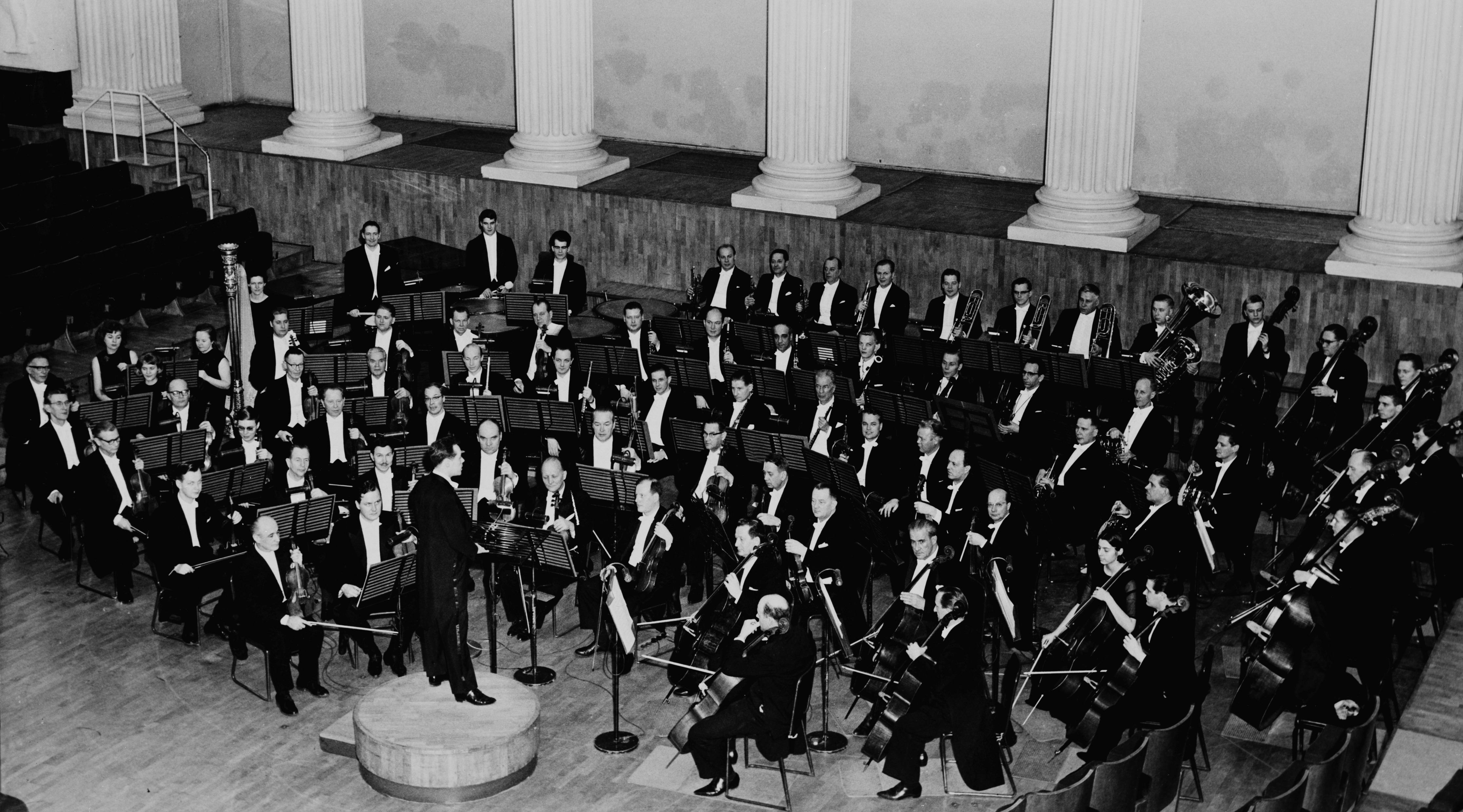
Met dirigent Jorma Panula in 1965, in de grote zaal van de Universiteit van Helsinki.

Het Filharmonisch Orkest van Helsinki (Fins: Helsingin kaupunginorkesteri/ Zweeds: Helsingfors stadsorkester) is een van de twee belangrijkste symfonieorkesten van Helsinki, Finland.

## Geschiedenis
Het orkest werd in 1882 opgericht door Robert Kajanus, met behulp van een aantal geldschieters, als de Orkest-Vereniging van Helsinki, het eerste beroepsorkest van Scandinavië. In die tijd maakte Grootvorstendom Finland deel uit van Rusland. De Russische staat gaf het orkest ruim subsidie. Toen Finland langzamerhand, in 1911, in opstand kwam, stopte Rusland de subsidie (aan alle orkesten), omdat het ervan uitging dat het geld werd uitgegeven aan wapens.
In de Eerste Wereldoorlog was de personele bezetting zo klein en waren de inkomsten zo gering, dat een fusie met aartsrivaal het Symfonieorkest van Helsinki noodzakelijk was.
Tot aan 1962 was het Filharmonisch Orkest van Helsinki het vaste begeleidingsorkest van de Finse Nationale Opera. Vanaf 1971 trad het orkest doorgaans op in de door Alvar Aalto ontworpen Finlandia-talo (Finlandia-hal). In 2011 verhuisde het naar het akoestisch meer geschikte Helsingin musiikkitalo (Muziekhuis van Helsinki) van architect Marko Kivistö.

## Chef-dirigenten
- Susanna Mälkki (2016–), contract voor drie jaar
- John Storgårds (2008–2015)
- Leif Segerstam (1996–2007), thans eredirigent
- Sergiu Comissiona (1990–1994)
- Okko Kamu (1981–1989)
- Ulf Söderblom (1978–1979)
- Paavo Berglund (1975–1979)
- Jorma Panula (1965–1972)
- Tauno Hannikainen (1951–1963)
- Martti Similä (1945–1951)
- Armas Järnefelt (1942–1943)
- Georg Schnéevoigt (1932–1940)
- Robert Kajanus (1882–1932)